# The Story of Thor 2
The Story of Thor 2 (conocido en Japón como Thor - Seireiohkiden y en Estados Unidos como The Legend of Oasis) es un videojuego para Sega Saturn que salió en 1996, y que es una secuela del juego de Mega Drive "The Story of Thor", situándose argumentalmente como una protosecuela. Fue desarrollado por Ancient de la mano de Yuzo Koshiro, y editado y distribuido por SEGA.
Se trata de un juego de rol de acción y aventura, con la especialidad de poder invocar espíritus (del fuego, del agua, de las sombras y de la planta), que te ayudarán para avanzar a lo largo del juego resolviendo enigmas. El héroe, Leon, debe evitar que un ser diabólico llamado Agito pueda crear el caos y se apodere del mundo.